# Капанен, Оливер
Оливер Капанен (фин. Oliver Kapanen; род. 29 июля 2003, Тимро) — финский хоккеист, нападающий клуба  «Монреаль Канадиенс». Игрок сборной Финляндии по хоккею с шайбой. Серебряный призёр чемпионата мира среди молодёжных команд 2022 года.

## Клубная карьера
Оливер Капанен начал играть за молодёжный состав финского клуба «КалПа» в сезоне 2019/20.
В 2021 году Капанен был задрафтован в НХЛ «Монреаль Канадиенс» во втором раунде под 64-м номером. Дебютировал на профессиональном уровне за «КалПу» в сезоне 2021/22 годов.
После трёх сезонов в финском клубе Капанен решил продолжить играть в соседней шведской хоккейной лиге, подписав 9 мая 2024 года контракт с «Тимро» на два года.

## Карьера в сборной
Оливер Капанен был в составе сборной Финляндии на чемпионате мира по хоккею среди юниоров до 18 лет в 2021 году, где он принял участие в четырех матчах.
Капанен сыграл за Финляндию и на чемпионате мира по хоккею с шайбой среди молодёжных команд в 2022 году в Канаде. В составе этой сборной завоевал серебряные медали.
В 2023 году вновь принял участие в молодёжном чемпионате мира, где занял вместе с коллективом итоговое пятое место.
В 2024 году приглашён в состав национальной сборной Финляндии для участия в чемпионате мира, который состоялся в Чехии.

## Семья
Оливер рождён в семье хоккеистов. Он внук бывшего профессионального хоккеиста Ханну Капанена и сын Киммо Капанена, внучатый племянник Яри Капанена, племянник Сами Капанена и двоюродный брат Каспери Капанена и Конста Капанена.